# Йохан III фон Рехберг
Йохан (Ханс) III фон Рехберг (на немски: Johann (Hans) III von Rechberg; Hans von Rechberg zu Hohenrechberg; † септември 1574) от благородническия швабски род Рехберг, е господар на Илерайхен (до Алтенщат на Илер в Бавария), Айххайм, Рехбергхаузен и Шафенберг, императорски съветник. През 1549 г. той основава 2. клон Рехберг цу Шарфенберг (в Донцдорф) в Баден-Вюртемберг.

## Произход и управление
Той е син на рицар Албрехт фон Рехберг-Илерайхен († 1510) и съпругата му Мая Гюс фон Гюсенберг († 1521), дъщеря на Сикст Гюс фон Гюсенберг и Хилдегард фон Елербах. Внук е на Гауденц фон Рехберг († 1460) и Маргарета фон Фраунхофен († сл. 1463). Сестра му Анна фон Рехберг († пр. 1540) е омъжена за Себастиан Шенк фон Щауфенберг († 1564), сестра му Урсула фон Рехберг († 1564?) е омъжена за Панкрац фон Щофелн († сл. 1551), а сестра му Маргарета фон Рехберг († 1540) е омъжена за Волф фон Алфинген († 1547).
Резиденцията му е в стария замък Шарфенберг. През 1568 г. Ханс фон Рехберг построява новия дворец в Донцдорф и се нанася в него. Дворецът Донцдорф е от 1568 до 1991 г. собственост на фамилията.
Синовете му Ханс Гебхард и Каспар Бернхард I са издигнати на 11 март 1601 г. в Прага на имперски фрайхер фон Рехберг. Линията му изчезва през 1732 г. с граф Алойз Клеменс фон Рехберг.

## Фамилия
Йохан (Ханс) III фон Рехберг се жени на 8 март 1536 г. за братовчедката си Маргарета Анна фон Рехберг († 9 март 1572), дъщеря на Еркингер фон Рехберг († 1525/1527) и Доротея фон Хюрнхайм († 1529). Те имат десет деца:
- Ханс Гебхард фон Рехберг († 26/31 август 1619), издигнат на имперски фрайхер (Прага, 11 март 1601), цу Илерайхен, женен в Ехинген на 12 юни 1577 г. за Магдалена фон Рехберг († сл. 1577), дъщеря на Кристоф фон Рехберг († 1584) и Анна фом Щайн цу Жетинген († сл. 1596); няма деца
- Вероника († 31 май 1589), омъжена I. във Вайсенщайн на 18 юли 1589 г. за Кристоф Адам фон Ридхайм († 1578), II. в Кемптен на 19 септември 1580 г. за Ханс Валтер фон Фрайберг, щатхалтер на Елванген († 14 септември 1607)
- Хауг Еркингер фон Рехберг († 12 април 1596) цу Рехбергхаузен, женен 1579 г. за Сузана фон Велден († сл. 1579), дъщеря на Михаел фон Велден и Анна фон Вестерщетен; има деца
- Фелицитас, омъжена I. за Йохан Ернст фон Велден цу Еролцхайм († 1582), II. за Конрад Сигмунд фон Фрайберг цу Алмендинген и Хопферау († 3 април 1618)
- Доротея († сл. 1609), омъжена на 31 юли 1655 г. за Филип Дитрих Шпет фон Цвифалтен-Хетинген († 18 ноември 1582)
- Маргарета († сл. 1565), омъжена 1665 г. за фрайхер Йохан Георг VI фон Тоеринг-Зеефелд (* 9 януари 1521; † 14 ноември 1589)
- Радегунде († 1578)
- Вилхелм († млад)
- Йохан († млад)
- Каспар Бернхард I фон Рехберг († 20 октомври 1605), издигнат на имперски фрайхер (Прага, 11 март 1601) цу Донцдорф, женен I. декември 1569 г. за Йохана фон Волмерсхаузен († 1588), дъщеря на Филип фон Волмерсхаузен и Осана фон Нойхаузен, II. за Сузана трухсес фон Хьофинген († сл. 1605), дъщеря на Йохан Каспар трухсес фон Хйофинген; има деца